# Homer (Illinois)
Homer es una villa ubicada en el condado de Champaign en el estado estadounidense de Illinois. En el Censo de 2010 tenía una población de 1193 habitantes y una densidad poblacional de 469,06 personas por km².

## Geografía
Homer se encuentra ubicada en las coordenadas 40°1′59″N 87°57′28″O / 40.03306, -87.95778. Según la Oficina del Censo de los Estados Unidos, Homer tiene una superficie total de 2.54 km², de la cual 2.54 km² corresponden a tierra firme y (0%) 0 km² es agua.

## Demografía
Según el censo de 2010, había 1193 personas residiendo en Homer. La densidad de población era de 469,06 hab./km². De los 1193 habitantes, Homer estaba compuesto por el 98.16% blancos, el 0.17% eran afroamericanos, el 0.08% eran amerindios, el 0.67% eran asiáticos, el 0% eran isleños del Pacífico, el 0% eran de otras razas y el 0.92% pertenecían a dos o más razas. Del total de la población el 1.26% eran hispanos o latinos de cualquier raza.